# Bovenleiding

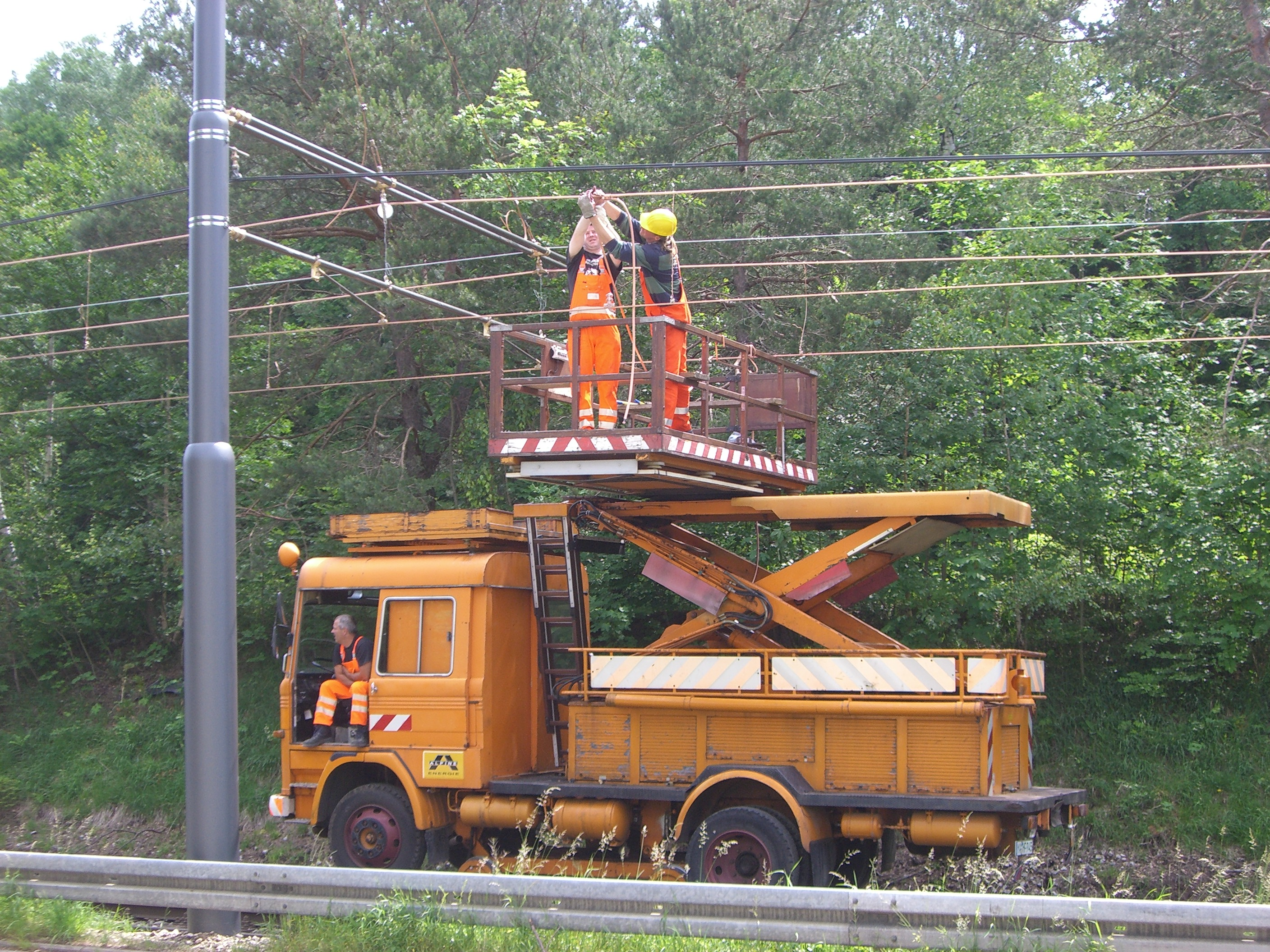
Reparatie van bovenleiding

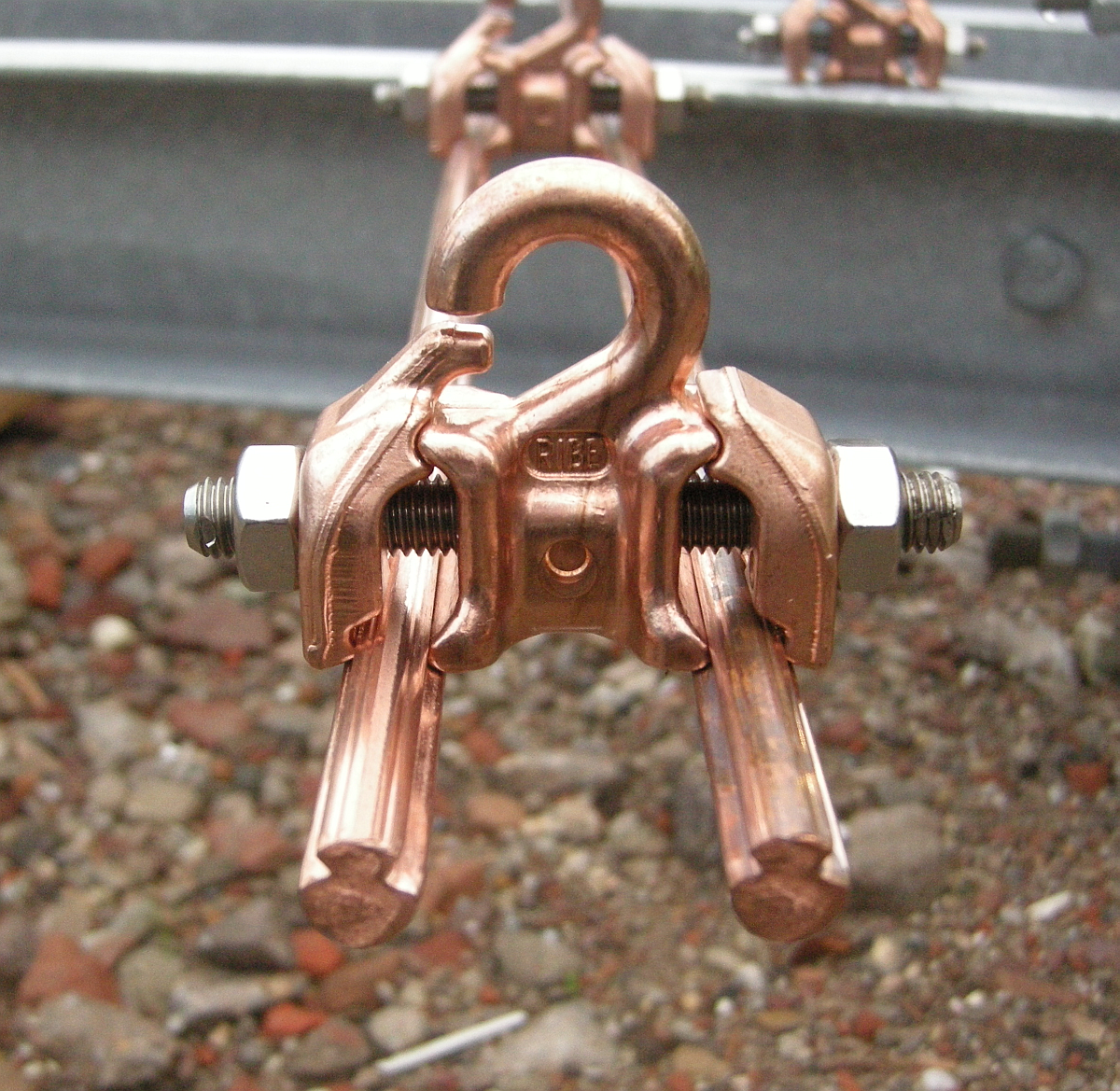
Doorsnede van de rijdraad in Nederland

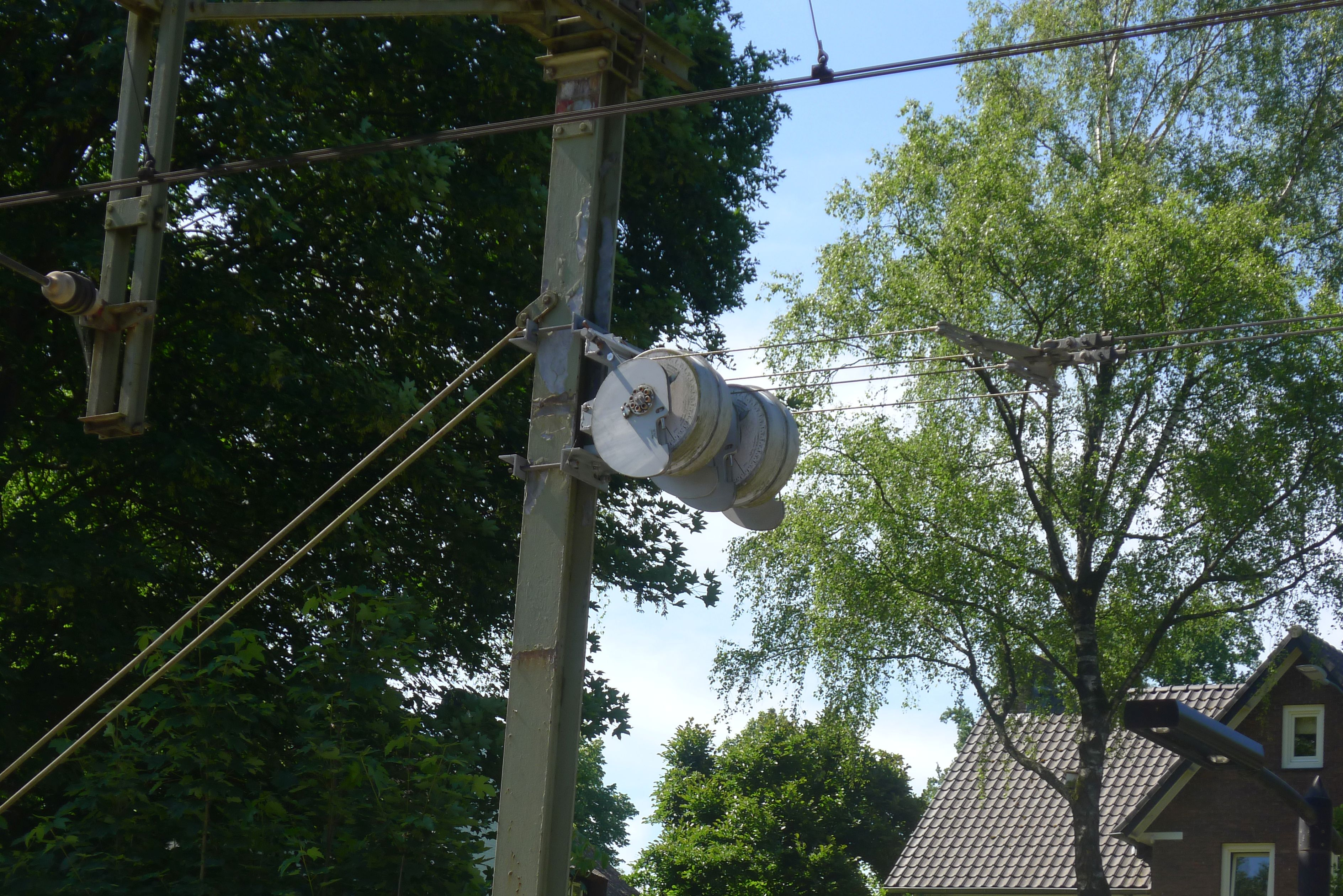
Een rolveerspanner in Oosterbeek

De bovenleiding is een elektriciteitsleiding die elektrische energie overbrengt naar voertuigen: treinen, trolleybussen en trams.
De rijdraad is het onderdeel van de bovenleiding dat in contact komt met de stroomafnemer van het voertuig. De stroom loopt via deze weg van de bovenleiding naar het voertuig. De retourstroom loopt gewoonlijk via de rails van een trein, en soms via een tweede kabel in de bovenleiding, zoals bij trolleybussen.
Het aanleggen van bovenleiding boven bestaand spoor noemt men elektrificatie, een spoorweg met bovenleiding is een geëlektrificeerd spoor.
Hoe sneller het voertuig rijdt, hoe strakker de rijdraad moet staan. Bij trams en bij trolleybussen volstaat vaak een bovenleiding die slechts uit een draad (enkel of dubbel) bestaat, de rijdraad, die tussen de ophangpunten enigszins doorhangt. De ophangpunten veroorzaken dan een kleine verticale knik in de draad. Bij hogere snelheden wordt een draagkabel gebruikt. Met hangdraden wordt de rijdraad aan de draagkabel opgehangen, waardoor het doorhangen goeddeels kan worden gecompenseerd. Dit maakt hogere snelheden mogelijk, doordat er nauwelijks verticale knikken meer zijn waardoor het contact tussen stroomafnemer en rijdraad onderbroken wordt.

## Trein

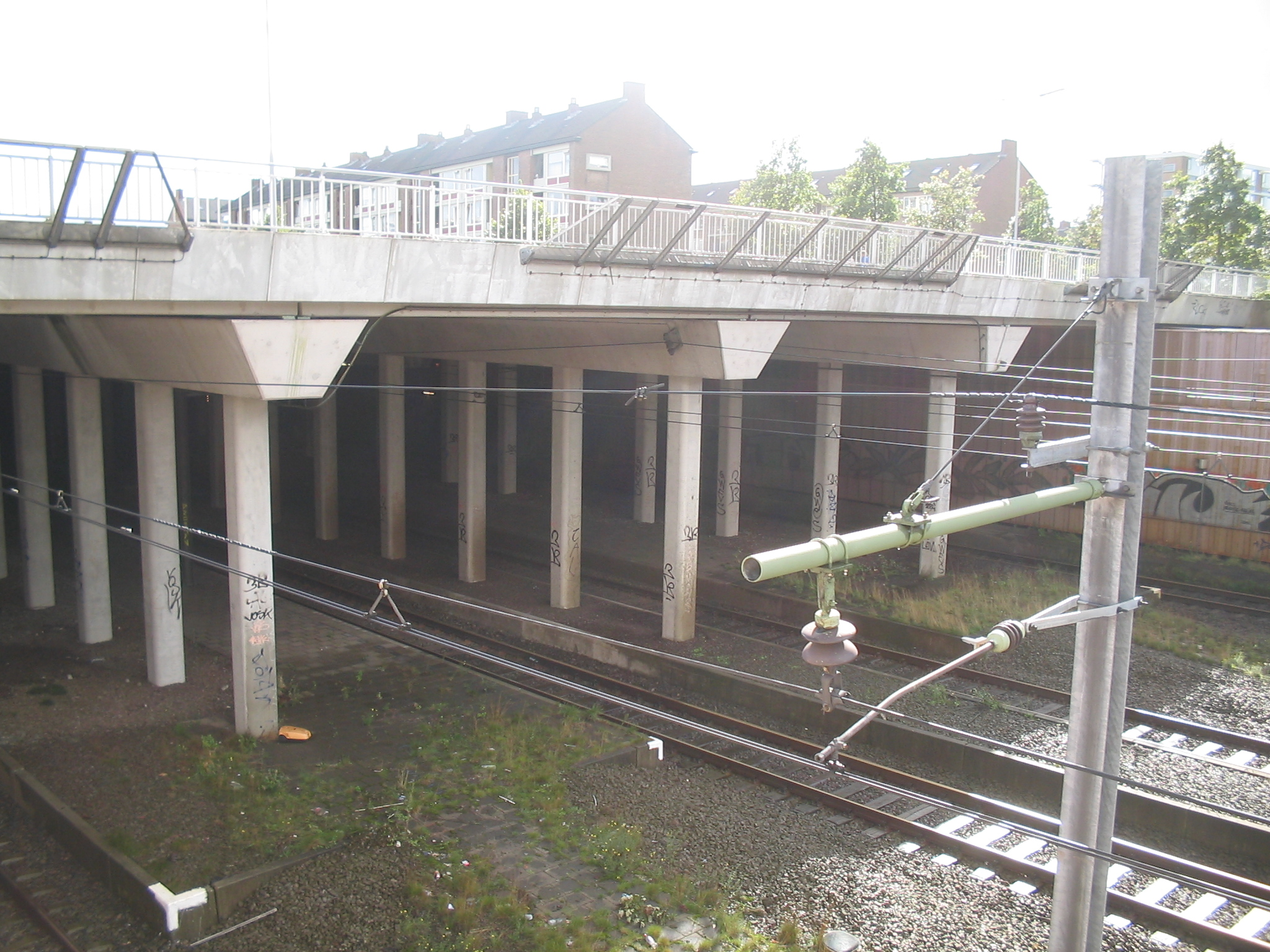
Bovenleiding bij een tunnel in Rijswijk

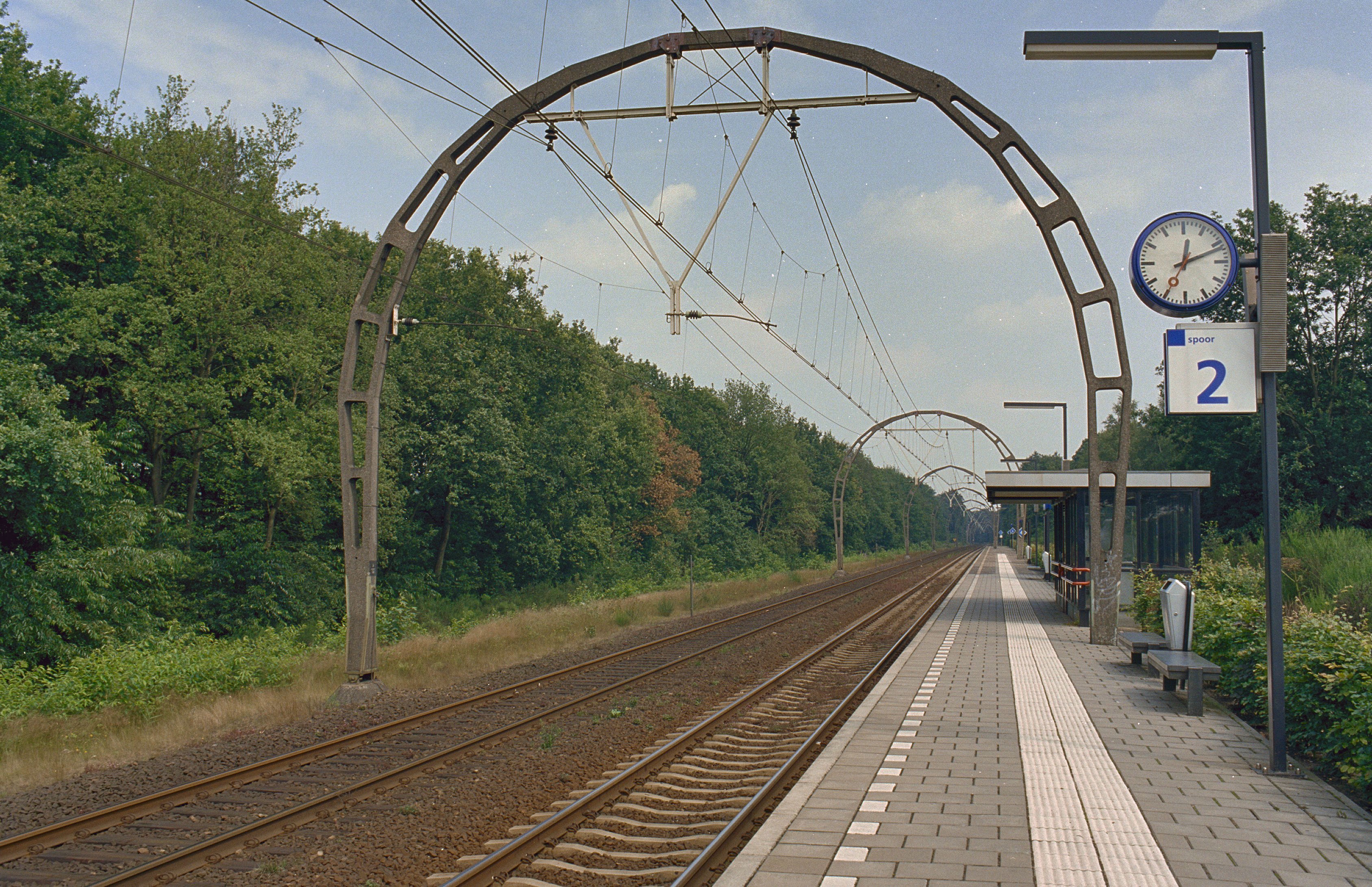
De kenmerkende betonnen bovenleidingportalen tussen Utrecht en Hilversum

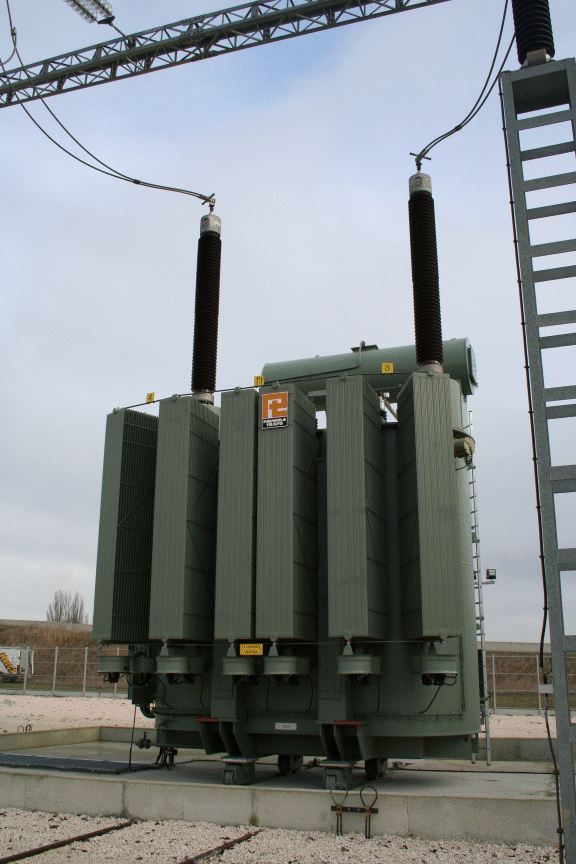
Een 400 kV eenfasige spoorwegtransformator om het net van een Franse hogesnelheidstrein te voeden

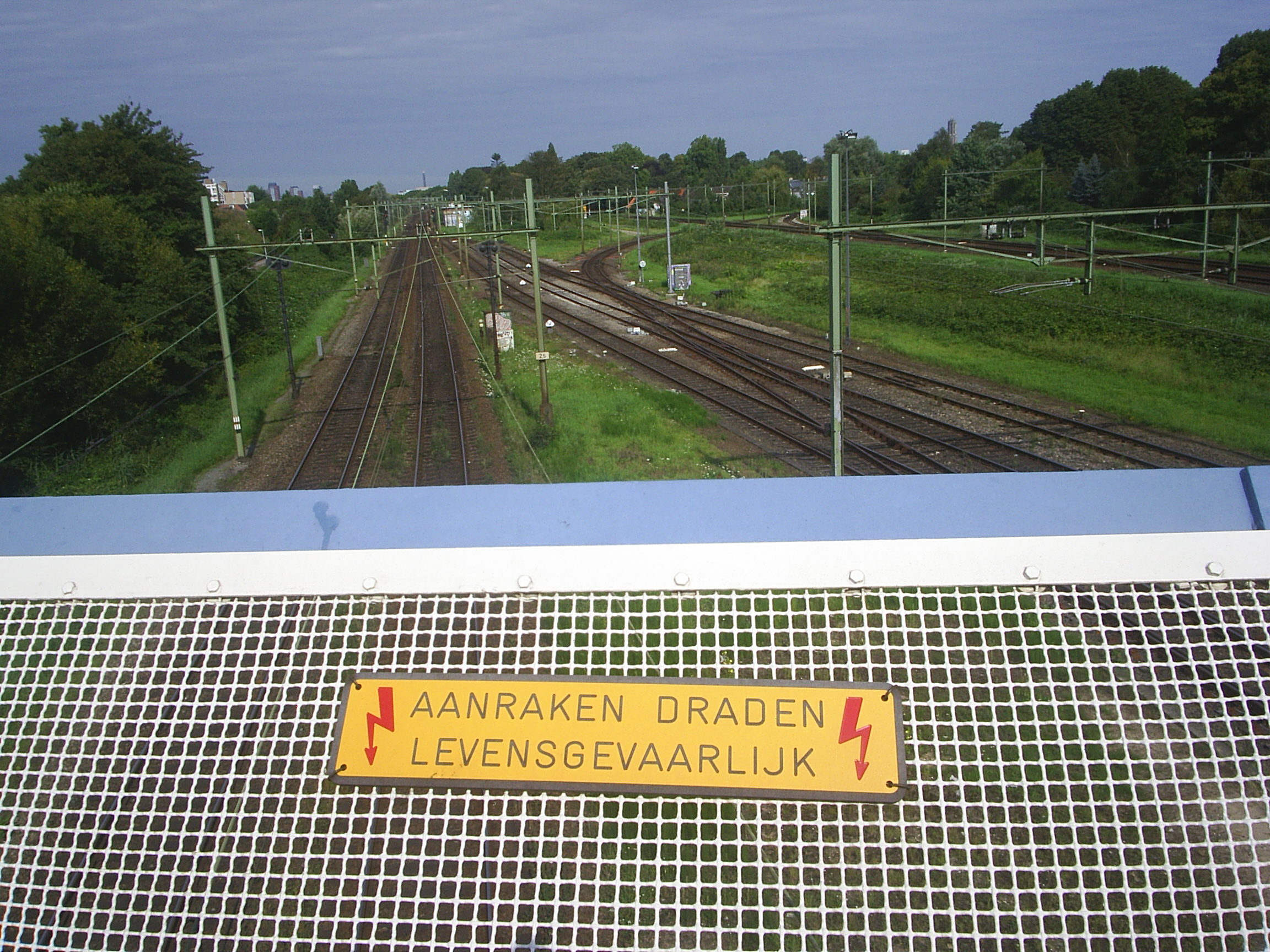
Waarschuwingsbord: "Aanraken draden levensgevaarlijk" bij een brug over het spoor. Ook bij overwegen kan zo'n bord voorkomen.

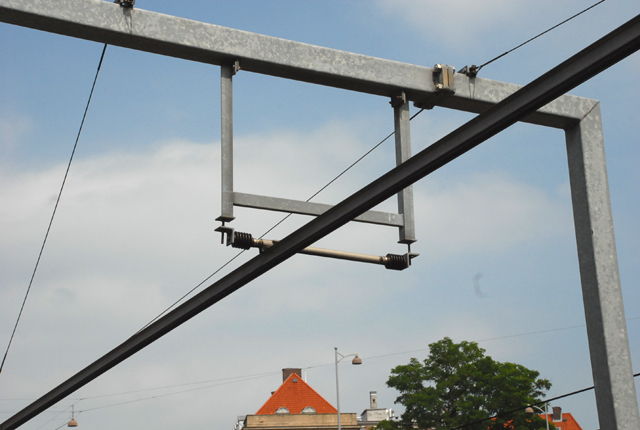
Stroomrail bij S-tog te Kopenhagen

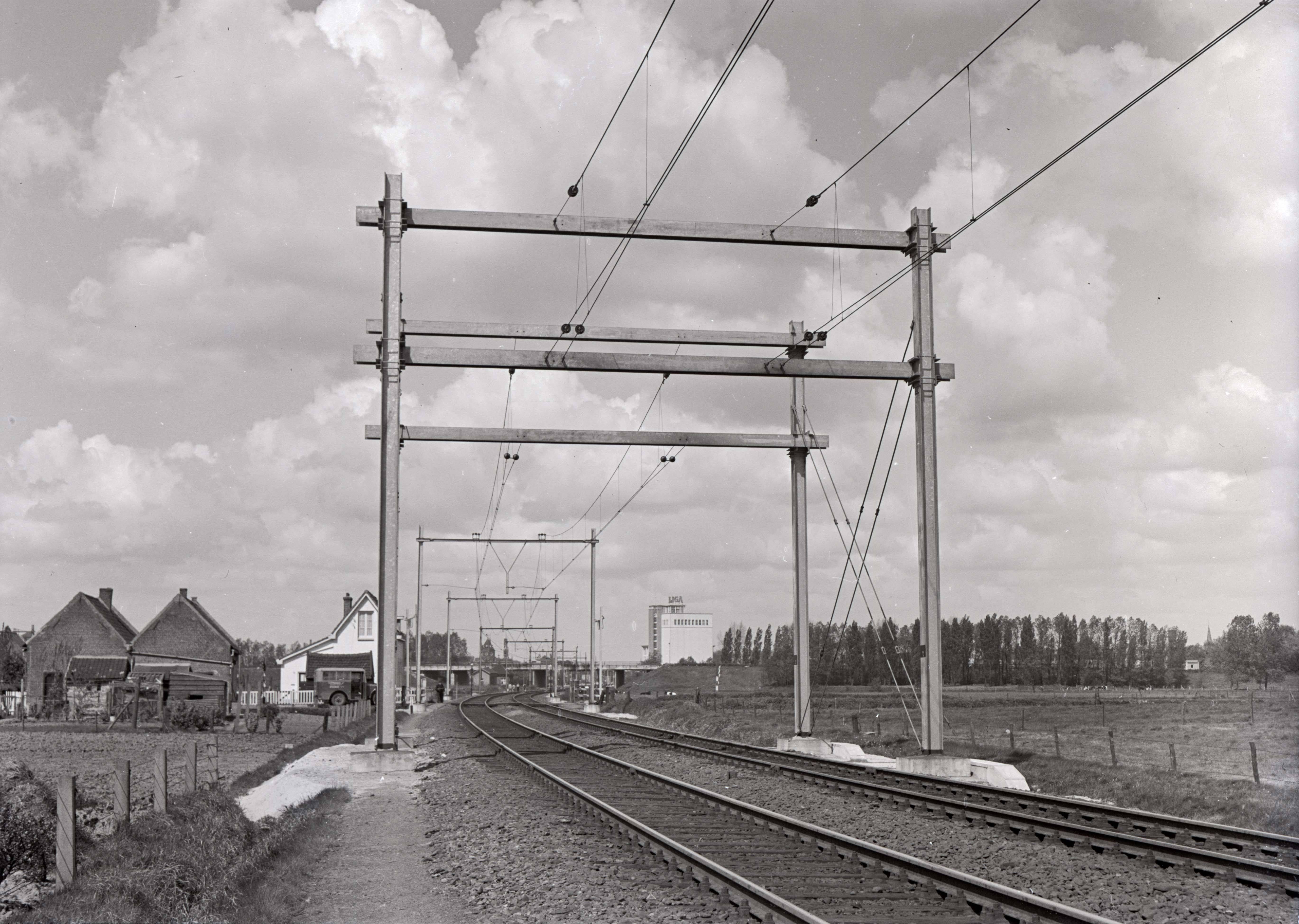
Spanningssluis tussen Roosendaal (1500 V) en Essen (3000 V). Zo'n spanningssluis, met bovenleidingsonderbreking en spanningsverandering, moet met gezakte stroomafnemers worden doorgereden.

### Kabels en rijdraden

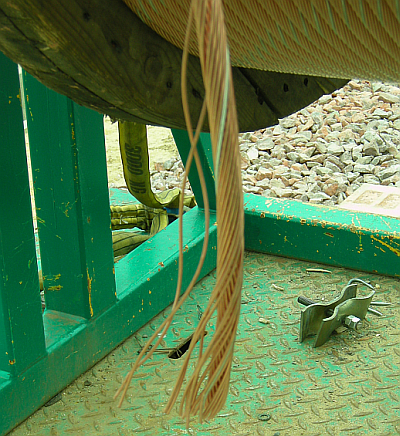
Uiteinde van de draagkabel in Nederland

#### Afspanning
Om de rijdraad voldoende strak boven het spoor te houden heeft bovenleiding van een trein altijd een draagkabel, en is ook de rijdraad afgespannen. Met gewichten en tegenwoordig ook met rolveerspanners aan begin en aan het eind van een bovenleidingssectie wordt het uitzetten van de koperen rijdraden gecompenseerd, zodat de bovenleiding voldoende strak gespannen blijft. Volkomen strak is onmogelijk, de draad zal tussen de ophangpunten onder invloed van de zwaartekracht altijd een beetje doorzakken en de sterkste draad zal breken als men dat met zwaardere gewichten tracht te  voorkomen. Bovendien zal de draagkabel uitzetten en krimpen en dus wat verder of minder ver doorhangen, waardoor er bij de ophangpunten van de draagkabel kleine verticale knikken in de rijdraad ontstaan. Daardoor kunnen treinen bij dit type bovenleiding niet sneller dan ongeveer 100 km/h rijden. Bij hogere snelheden kan de pantograaf (stroomafnemer) de verticale oneffenheden van de bovenleiding niet volgen en ontstaan er vonken. Deze vonken veroorzaken vonkerosie. Doordat deze vonkerosie steeds op dezelfde plaatsen optreedt, veroorzaakt dat op die plaatsen grote slijtage aan de rijdraad. Bij snelheden boven ongeveer 100 km/h hangt men rond de ophangpunten van de draagkabel een hulpdraagkabel onder de draagkabel, de Y-draad. Rond de ophangpunten van de draagkabel is de rijdraad dan opgehangen aan de Y-draad. Dat verkleint de knikken in de rijdraad. Dit voldoet bij snelheden tot 140 km/h. Bij nog hogere snelheden moet ook de draagkabel afgespannen worden, waarbij de ophangpunten van de draagkabel in horizontale richting beweegbaar zijn.
Bij de Belgische spoorwegen, waar de bovenleidingspanning 3000 volt is, en bij de 1500 volt-bovenleiding in Frankrijk wordt vaak gebruikgemaakt van een extra draagkabel vlak boven de koperen rijdraden, de zogenoemde compound-bovenleiding.

#### Afstanden
De hoogte van de rijdraad is in België tussen 4,80 meter en 6,00 meter en
in Nederland tussen 5,10 meter en 5,50 meter boven de kop van de spoorstaaf.
In Nederland is een bovenleidingssectie – afstand tussen de gewichten of rolveren – maximaal 1600 meter lang.

#### Rijdraad
In Nederland zijn er twee rijdraden naast elkaar. Dat geeft een beter contact en is bovendien wenselijk vanwege de lage spanning (1500 V) en dus hoge stroomsterkte.

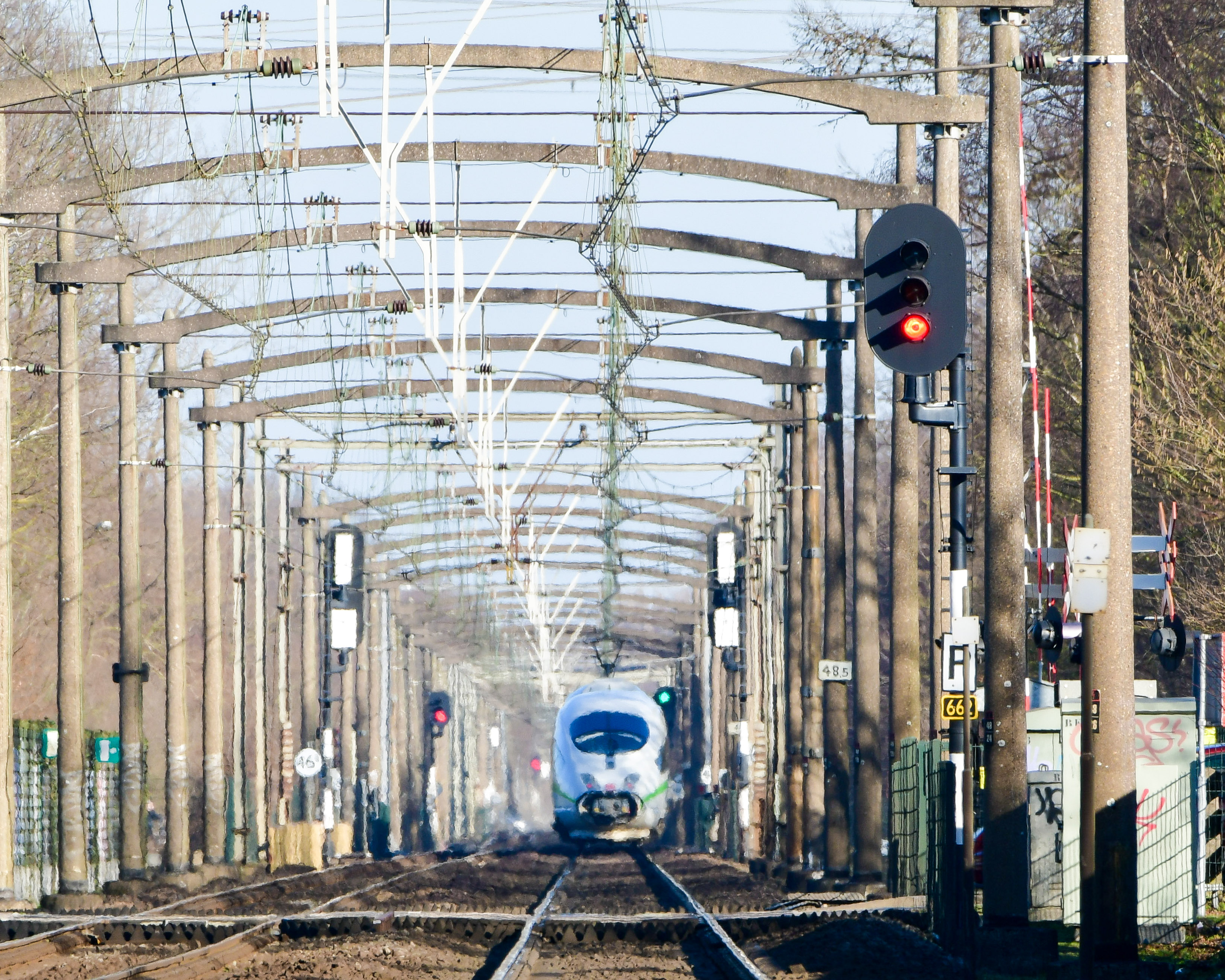
Zigzag in de bovenleiding

Om de pantograaf gelijkmatig te laten afslijten, wordt de rijdraad met een lichte zigzag boven het spoor gespannen. Dit komt ook de stabiliteit van de bovenleiding ten goede, doordat dit het zijdelings slingeren van de bovenleiding tegengaat. Boven een recht stuk spoor in Nederland is die afwijking afwisselend 33 centimeter uit het midden naar links en naar rechts. Zijn er twee rijdraden, dan wijken ze samen naar links en rechts uit. In bogen beschrijft de bovenleiding een deel van een veelhoek, waardoor de effectieve oriëntatie ook zigzag verloopt. Dit alles heeft de voordelen van gelijkmatige slijtage van de pantograaf en een eenvoudiger bouw. In de jaren twintig van de 20e eeuw heeft de NS bij wijze van proef tussen Leiden en Haarlem de twee rijdraden afzonderlijk laten zigzaggen (naar elkaar toe, van elkaar af) in plaats van de beide rijdraden tegelijkertijd te laten zigzaggen, zoals nu gedaan wordt. Dit systeem bleek te bewerkelijk te zijn door de vele verschillende afstandhouders.

#### Voeding
De bovenleiding wordt gevoed door onderstations. Lage bovenleidingsspanningen leggen soms beperkingen op aan de uitbating van spoorlijnen, doordat de onderstations soms het gevraagde vermogen niet kunnen leveren, bijvoorbeeld als twee zware treinen tegelijk vertrekken. Ze zullen dan slechts langzaam kunnen optrekken.

#### Transport
De bovenleiding moet in staat zijn om de elektrische stroom met voldoende lage elektrische weerstand te vervoeren van een onderstation naar het punt waar een stroomafnemer op een bepaald moment is. Hoe meer treinen er in een bovenleidingsectie rijden en hoe lager de spanning (voltage) is, hoe hoger de stroomsterkte (ampèrage) zal zijn.
Bij een spanning hoger dan 10.000 volt bieden de draagkabel en de rijdraad voldoende capaciteit om de benodigde stroomsterkte te geleiden. Dan is één rijdraad voldoende om de stroom te transporteren van het voedingsstation naar de stroomafnemer. Bij lagere spanningen worden vaak twee rijdraden toegepast om de stroom met voldoende lage weerstand naar de stroomafnemer te geleiden. En ondanks de extra rijdraad is de geleidingscapaciteit van de bovenleiding dan vaak niet groot genoeg en wordt er nog een extra versterkingsleiding of -kabel aangebracht, die op regelmatige afstanden met de draagkabel en de rijdraden wordt verbonden. ProRail hangt de versterkingsleiding vaak naast de draagkabel.
In Nederland is de totale koperdoorsnede van de vier doorgaande leidingen 500 mm². De twee rijdraden zijn tegenwoordig ieder van 100 mm² koper met een geringe zilvertoeslag (CuAg 0,1, ook wel aangeduid met LSTP). Daardoor kent de draad bijna geen rek meer en is de hardheid toegenomen in vergelijking met de eerdere rijdraden uit elektrolytisch koper. De draagkabel is van 150 mm² koper en de versterkingsleiding is ook van 150 mm² koper. Op sommige plaatsen ontbreekt de versterkingsleiding of wordt een dunnere draagkabel toegepast van 70 mm² brons. De doorsnede van de rijdraad heeft twee overlangse groeven in de bovenste helft, deze bieden grip voor de koperen klemmen die de hangdraden met de rijdraad verbinden, op de foto van de dwarsdoorsnede zijn die goed te zien. Dit is genormeerd volgens NEN-EN 50149.
Bij bovenleidingen voor 25 kV wisselspanning is er vaak een negative feeder-kabel aanwezig die in tegenfase staat met de bovenleiding voor de beperking van stoorsignalen die ontstaan bij 25 kV wisselspanning. Dit storen wordt elektromagnetische interferentie of EMI genoemd en die kan elektronische apparatuur negatief beïnvloeden.

### Masten en portalen
De bovenleidingmasten of bovenleidingsportalen zijn meestal van staal en soms van beton. Ze staan ongeveer 70 meter uit elkaar. Bij enkelspoor gebruikt men masten, bij dubbelspoor kan men portalen gebruiken. Een portaal overspant in de praktijk meestal niet meer dan vier sporen. Als de draagkabel is afgespannen, en de ophangpunten van de draagkabel daarom in horizontale richting moeten kunnen bewegen, kiest men vaker voor masten in plaats van portalen. In Duitsland worden vaak draadportalen toegepast. Een draadportaal bestaat uit twee hoge masten met daartussen een kabelconstructie waaraan de bovenleiding hangt. Met een draadportaal kunnen veel meer sporen overspannen worden, doordat een draadportaal veel lichter is dan een stalen portaal. Het nadeel is dat een draadportaal veel meer onderhoud vraagt, en dat een draadportaal de gevolgen van een incident met de bovenleiding van één spoor makkelijk door kan geven aan de bovenleiding boven andere sporen.
In Nederland hangt de bovenleiding van de trein meestal op 5,50 meter hoogte boven de kop van de spoorstaaf. De minimale hoogte is 5,10 meter. De voormalige Zoetermeer Stadslijn vormde een uitzondering met een bovenleidinghoogte van 4,65 meter.

### Bijzondere constructies

#### Bovenleidingen op beweegbare bruggen
Op enkele plaatsen is de bovenleiding onderbroken boven een beweegbare brug (bijvoorbeeld bij de spoorbrug over de Drentsche Hoofdvaart bij Meppel of de draaibrug bij Alphen aan den Rijn), ook in Alkmaar en Groningen. Elektrische treinen kunnen met de pantograaf omhoog doorrijden, doordat de bovenleiding er geleidelijk aan omhoog loopt en aan de andere zijde weer omlaag, waarbij de stroomafnemer eerst in de uiterste stand omhoog komt en vervolgens weer tot de normale hoogte wordt ingedrukt. Wel moet in dat geval vaak de tractiestroom worden uitgeschakeld om de vorming van een vlamboog te voorkomen, die de bovenleiding kan beschadigen. Bij andere bruggen is een deel van de bovenleiding vast aan de brug bevestigd en gaat dit deel mee open. Ook voor trams wordt dit wel toegepast. Het met de pantograaf omhoog rijden over een stuk spoor zonder bovenleiding wordt alleen in Nederland toegepast. Daarom moeten de pantografen van buitenlands materieel dat op het Nederlandse net rijdt, zoals de Beneluxtreinen en de Thalys, voorzien worden van een nok die voorkomt dat de pantograaf op de stukken zonder bovenleiding te ver uitklapt. In het eigen land moet deze voorziening weer uitgezet worden, omdat het in strijd is met de voorschriften voor het Belgische spoor.
In België wordt de bovenleiding op mobiele bruggen niet onderbroken, maar mogen treinen ze slechts gebruiken bij snelheden onder 60 km/h. Als een trein sneller rijdt, moet hij zijn pantograaf laten zakken.
Zo'n korte onderbreking is meestal geen probleem voor een elektrische trein: accu's blijven verlichting (soms slechts gedeeltelijk), omroepsysteem e.d. van stroom voorzien. Deze accu's worden opgeladen tijdens het rijden. Het kan gebeuren dat een trein net op de brug tot stilstand komt, en dan moet een andere lok te hulp komen om de gestrande trein weer onder de draad te trekken of te duwen.

#### Driefasenbovenleiding

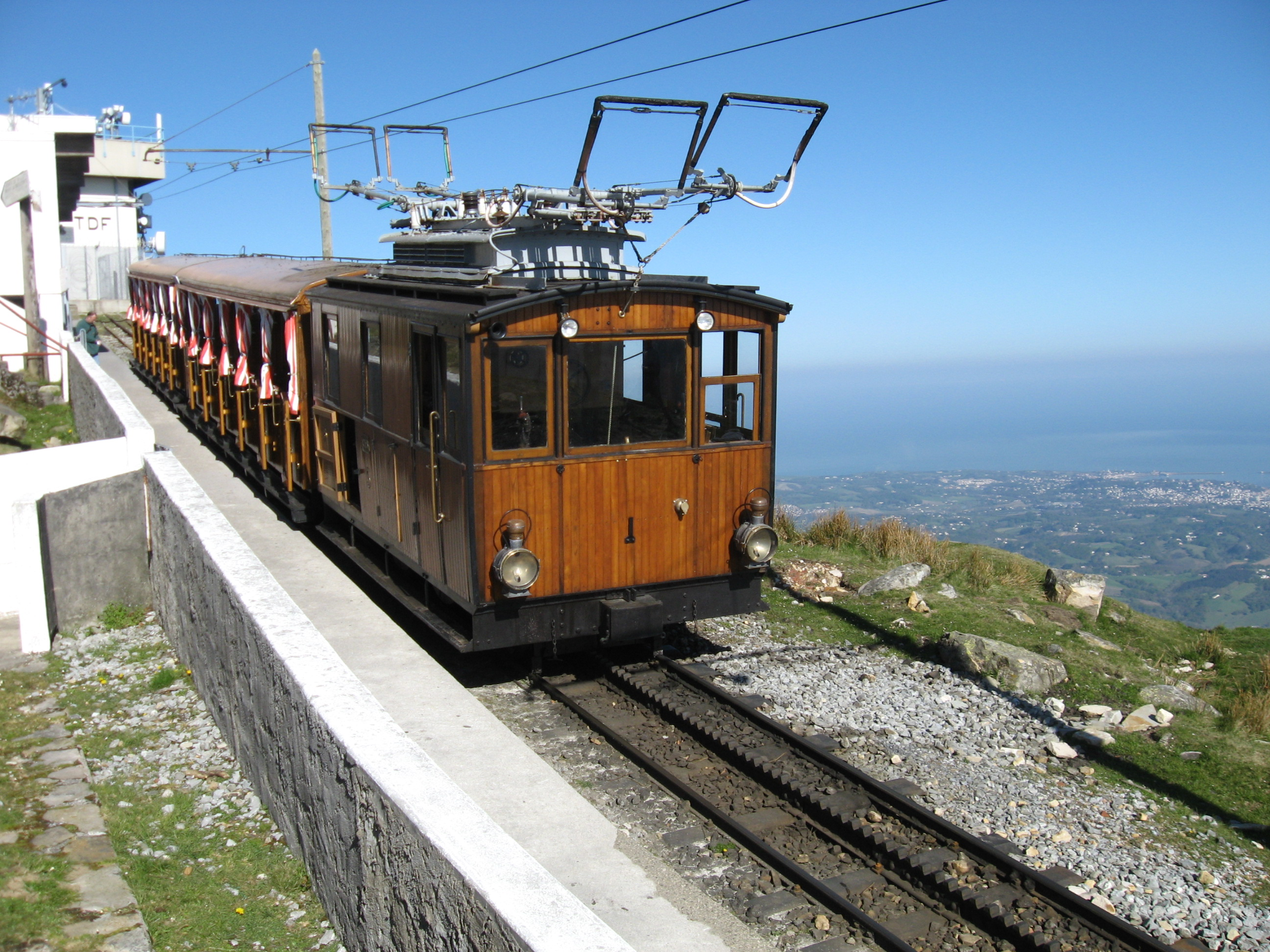
Dubbele bovenleiding en pantograaf van de Rhune-bergspoorlijn

Soms betrekt men draaistroom direct van de bovenleiding. Op die manier kan men de tractievoordelen van draaistroom gebruiken zónder een uitgebreide installatie aan boord, waardoor draaistroomtractie mogelijk werd toen de vermogenselektronica nog niet zover gevorderd was dat uit gelijkstroom zonder grote verliezen een driefasige wisselstroom gemaakt kon worden. In dit geval is een gecompliceerder systeem nodig met een dubbele bovenleiding en een dubbele pantograaf: de fasen 1 en 2 zijn in de bovenleiding en fase 3 is in de rails. Een voorbeeld is de bergspoorlijn van La Rhune. In Noord-Italië werd het systeem tot 1976 op vrij grote schaal gebruikt en ook in Zwitserland zijn er nog twee lijnen (Jungfraulijn en Gornergratlijn) die van driefasenbovenleiding hebben.

### Bijzondere oversteek

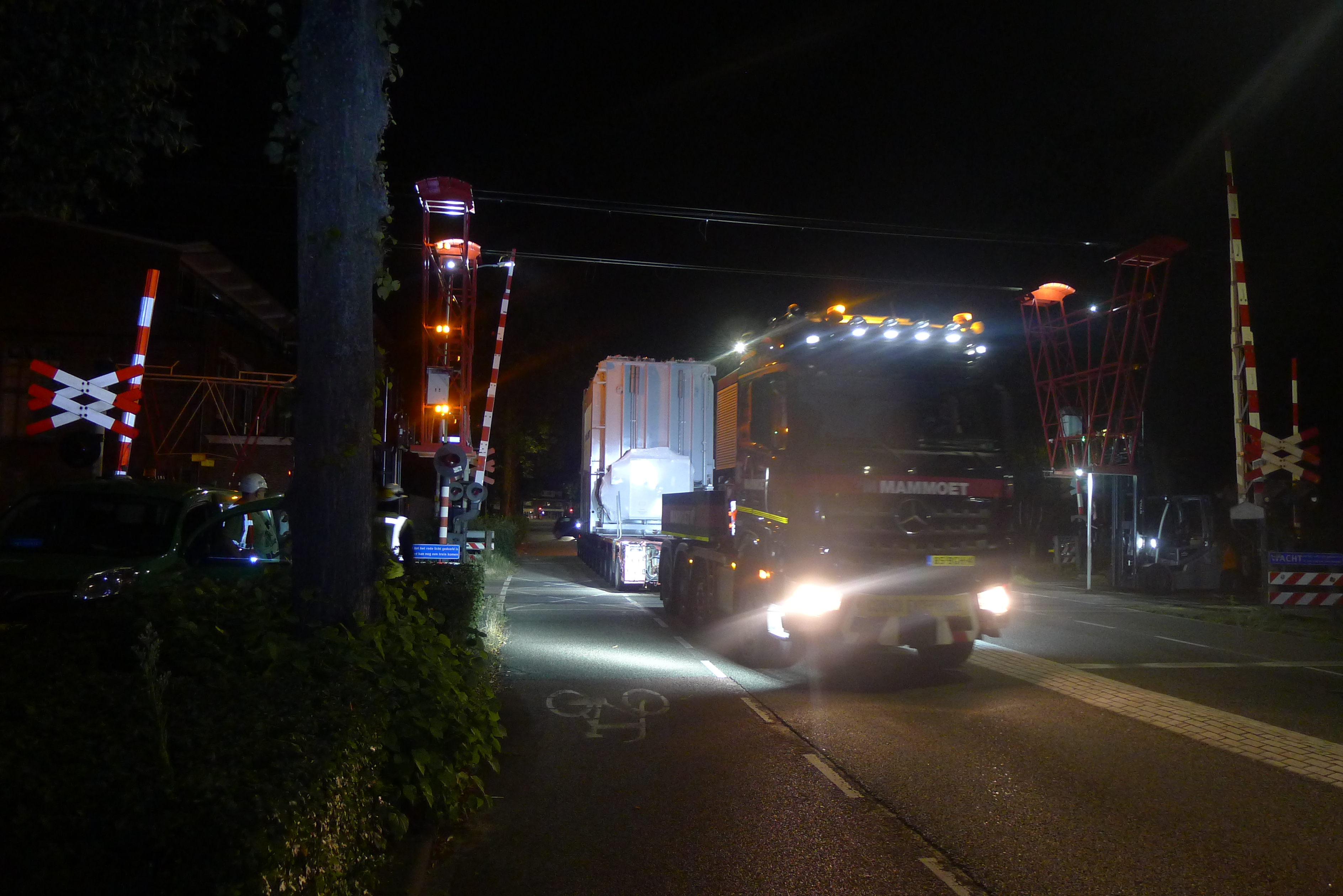
Trafotransport onder geheven bovenleiding

In Nijmegen vindt bijna wekelijks een voor Nederland unieke operatie plaats op de spoorwegovergang in de Groenestraat. Dit gebeurt om de bijzondere oversteek van het uitzonderlijke vervoer van zeer grote hoogvermogentrafo's mogelijk te maken. Deze trafo's, geproduceerd door de aangrenzend gevestigde Smit transformatorenfabriek (Royal SMIT Transformers), worden met speciale opleggers vervoerd naar de Oostkanaalhaven aan het Maas-Waalkanaal. Ze zijn – zelfs zonder de kenmerkende, in witte of bruine buisvormige isolatoren gevatte, hoogspanningsaansluitingen – zó hoog, dat ze niet onder de bovenleiding door kunnen. Om dit op te lossen wordt de bovenleiding tijdelijk omhooggeduwd. Dat gebeurt door twee heftrucks, elk met behulp van een speciaal hiervoor ontworpen bok, in een samenwerking van Smit, BAM en ProRail. 
Deze bok heeft een hoogtesignalering met een groen en een rood bereik. In het groene bereik komt de rijdraad tot ongeveer 7,5 meter boven de weg, dat is daar de hoogte van de draagkabel. In het rode bereik komen rijdraad en draagkabel tot 8,5 meter boven de weg. De uithouders (de horizontale armen die de rijdraad in positie houden), ook zijwaartse pijp genoemd, van de portalen aan weerszijden van de overweg staan in het groene bereik ongeveer 35° omhoog. In het rode bereik worden de uithouders vooraf losgekoppeld van de rijdraad om schade aan de bovenleiding te voorkomen. Bovenop de bok zijn vijf latten zodanig gemonteerd, dat ze bij het omhoogduwen zo weinig mogelijk knikvorming in de rijdraad en de draagkabel veroorzaken.
Het heffen van de bovenleiding vereist een aantal strikte veiligheidsmaatregelen. Om te beginnen vindt deze operatie meestal om 2.00 uur 's nachts plaats als er geen treinen meer rijden. Het treinbeveiligingssysteem krijgt het signaal dat dit baanvak bezet is, waardoor er geen trein kan passeren. Een zelfsignalerende kortsluitlans (ZLK) geeft dat signaal door beide spoorstaven vlak voor de overweg elektrisch kort te sluiten. Vervolgens wordt het Operationeel Besturingscentrum Infra (OBI) van ProRail in Utrecht telefonisch verzocht om het uitschakelen van de rijspanning van de betreffende bovenleidingsgroep. Als ter plaatse met een bovenleidingtester is gecontroleerd dat de bovenleiding inderdaad spanningsvrij is gemaakt wordt er met een aardkabel een tijdelijke kortsluiting tussen bovenleiding en spoorstaaf gemaakt. Daardoor wordt elke mogelijke fout geblokkeerd die voortijdig spanning op de bovenleiding zou kunnen brengen. Er wordt een kleine spoorhoogwerker op een van de twee sporen gereden. Als in het rode bereik wordt geheven wordt deze ingezet voor het tijdelijk demonteren van de vier uithouders. Tot slot heffen de twee heftrucks om beurten de rijdraad naar het groene bereik of de rijdraad en draagkabel naar het rode bereik.
Na voltooiing van alle voorbereiding kan het trafotransport plaatsvinden. Meestal gaat er één, maar geregeld zijn het er ook meer, soms wel zes op een rij. Als de bijzondere oversteek is voltooid laten de heftrucks de bovenleiding om beurten zakken. Vanuit de spoorhoogwerker worden, als het rode bereik werd gehanteerd, de uithouders weer aan de rijdraad gemonteerd. In alle gevallen wordt de bovenleiding visueel geïnspecteerd vanuit de hoogwerker, waarna deze wordt weggereden. Afsluitend worden de aardkabel en de ZLK verwijderd. Tot slot wordt telefonisch het OBI in Utrecht verzocht om de rijspanning van deze bovenleidingsgroep weer in te schakelen.
Het spoortracé stamt uit 1881, de elektrificatie was in 1957 en rond 1970 ging Smit, vanwege de toegenomen omvang van de trafo's, over op vervoer per schip, waardoor deze oversteek steeds belangrijker is geworden. Het zoeken naar alternatieven heeft niets opgeleverd.

### Bovenleidingssystemen in Nederland
| Systeem  | Afspanning draagkabel | Maximumsnelheid | Spanning                   | In gebruik op                                                                  | Opmerking |
| -------- | --------------------- | --------------- | -------------------------- | ------------------------------------------------------------------------------ | --- |
| B1       | Vast                  | 140 km/h        | 1,5 kV                     |                                                                                | Conventioneel bovenleidingsysteem. |
| B2       | Vast                  |                 | 1,5 kV voorbereid op 25 kV | Onder andere op de Utrechtboog.                                                | |
| B3       | Beweegbaar            | 160 km/h        | 1,5 kV                     | Onder andere op het baanvak Boxtel – Eindhoven.                                | Ook bekend als DAB of BAB. |
| B4       | Beweegbaar            | 180 km/h        | 1,5 kV voorbereid op 25 kV | Onder andere op het baanvak Woerden – Harmelen en Utrecht – Amsterdam Bijlmer. | Overal waar de bovenleiding wordt vernieuwd zal dit systeem aangelegd worden. Dit systeem heeft een versterkingsleiding die na ombouw naar systeem B7 gebruikt kan worden om elektromagnetische interferentie te beperken. |
| B5       | Beweegbaar            |                 | 25 kV                      | Op de Betuweroute.                                                             | |
| B6       | Beweegbaar            |                 | 25 kV                      | Dit systeem is nog niet in gebruik.                                            | Ook bekend als het Prorail HSL-systeem. |
| B7       | Beweegbaar            | 200 km/h        | 25 kV                      |                                                                                | Een B4-systeem dat is omgebouwd naar 25 kV. De versterkingskabel van het B4-systeem wordt hier gebruikt om elektromagnetische interferentie tegen te gaan.                                                                 |
| B8       | Vast                  | 100 km/h        | 25 kV                      | Op de emplacementen van de Betuweroute.                                        | |
| HSL-Zuid | Beweegbaar            | 300 km/h        | 25 kV                      | Op de HSL Zuid.                                                                | Ontworpen door Siemens. (Sicat) |

## Tram

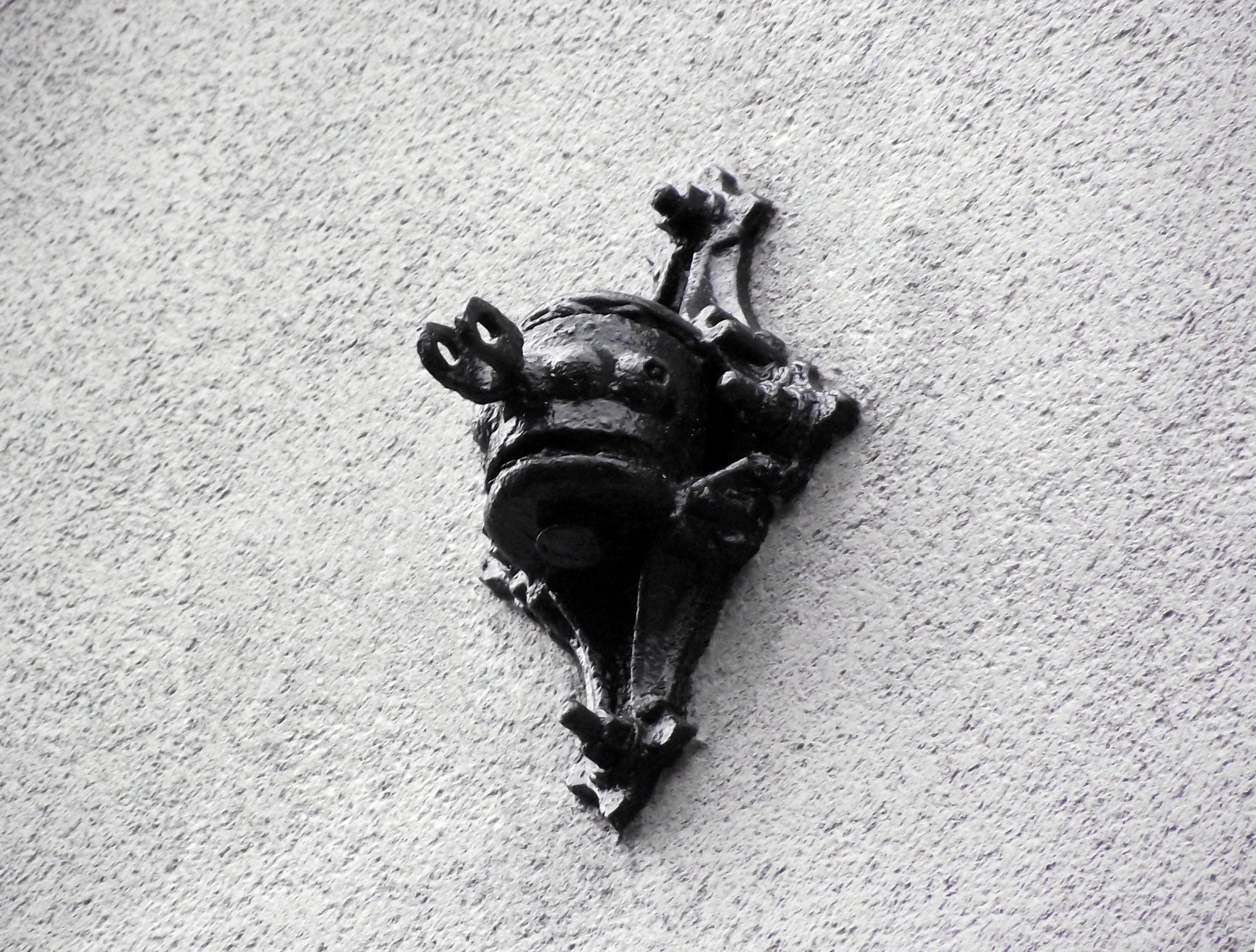
Muurrozet van de vroegere buurtspoorwegen in Brussel

Bij trams worden de rijdraden vaak direct met spandraden naar masten aan de kant van de straat, tussen de sporen of aan muurrozetten in gevels van de gebouwen afgespannen. Doordat de bovenleiding niet met gewichten afgespannen kan worden, hangen de bovenleidingen van trams tijdens warme zomers slap en neemt de kans op een kapotgetrokken bovenleiding toe. Dit probleem bestaat nauwelijks meer, want er wordt meer gewerkt met beweegbare wielafspanningen die met gewichten worden belast.
In Den Haag wordt sinds de jaren vijftig over grote delen van het net met kettingafspanning gewerkt, met de gewichtsafspanning over "kettingwielen", zoals bij spoorwegen. Op andere plaatsen van het net wordt met veerafspanningen gewerkt. Een veerafspanning is berekend op de lengte van de sectie, zodat de spanning op een sectie niet onnodig hoog hoeft te zijn. Dat is een voordeel bij korte secties zoals een wisseldraad. Kettingafspanning komt ook veel voor in Nederland bij sneltrams, de Haagse tram. In Amsterdam werd in 1974 bij een verlenging voor het eerst de bovenleiding volgens het hochkettesysteem opgehangen. Daarna evenals in Rotterdam ook op uitlopers van het net buiten het centrum, waar sneller gereden kan worden. Ook bij vroegere interlokale tramlijnen kwam dit vaak voor.
In België komt kettingafspanning alleen bij de overblijfselen van het streektramnet aan de Vlaamse kust en rondom Charleroi voor. Doordat een tram minder stroom nodig heeft, volstaat één rijdraad. Recent werd in Gent de gehele trambovenleiding vernieuwd, waarbij op sommige secties voor het eerst kettingafspanning werd toegepast. Alleen de sneltram Utrecht – Nieuwegein/IJsselstein heeft twee rijdraden, dit is een overblijfsel van de oorspronkelijke plannen om een Sprinter op deze lijn te laten rijden.

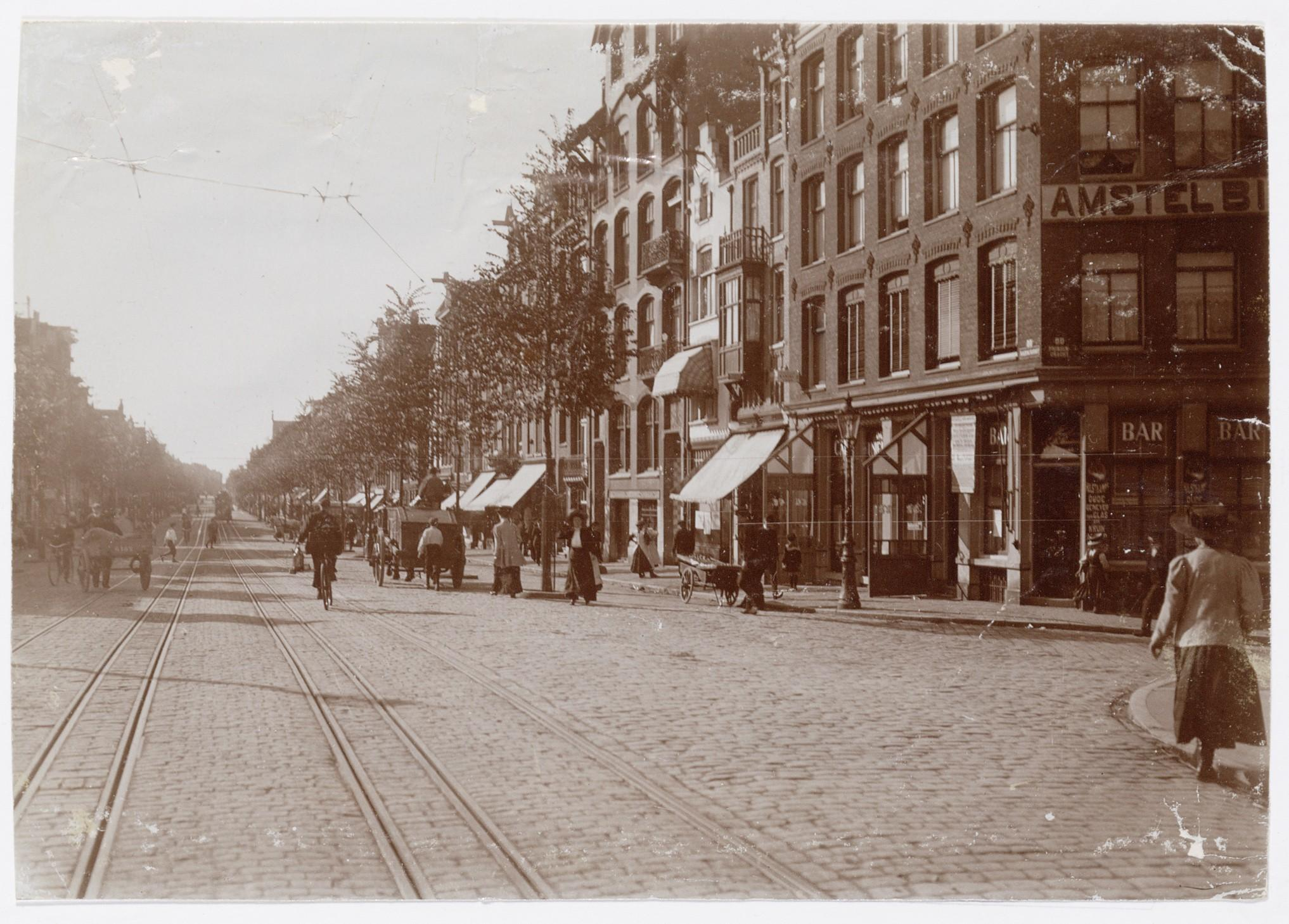
Hoog opgehangen bovenleiding Amsterdam ca. 1905

De bovenleiding hing in Amsterdam aanvankelijk op ca. 7,5 meter boven de straat, veel hoger dan elders. In de jaren dertig werd de bovenleiding verlaagd naar de gangbare hoogte van ca. 5 meter boven de straat. Ook in Amsterdam had men sinds de komst van de gelede wagens een dubbele rijdraad, maar deze werd vanaf de jaren zeventig vervangen door een extra draad tussen de beide rijdraden in. Ook bestonden er bovenleidingloze bruggen waarbij de tram een flinke snelheid moest maken om de brug over te komen zonder stroomloos tot stilstand te komen. Alle beweegbare bruggen zijn voorzien van bovenleiding. Als de brug wordt geopend, wordt door middel van een speciale constructie voorkomen dat de bovenleiding slap naar beneden komt te hangen en men deze achter de slagbomen zou kunnen aanraken.
Gecompliceerd is de bovenleiding bij een Grand Union waarbij een constructie aanwezig is van 8 bogen en 16 aansluitingen met de doorgaande rijdraad in twee richtingen. Als een tram dit kruispunt passeert beweegt de constructie mee.

## Mijnsporen
De treintjes die in kolenmijnen worden gebruikt worden meestal ook door bovenleiding gevoed. De mijngangen zijn meestal laag, zodat de bovenleiding op een hoogte van ongeveer twee meter komt te hangen. Om het elektrocutiegevaar te verminderen wordt de bovenleiding uitgeschakeld als er geen treinen rijden. Bovendien dragen de mijnwerkers kunststof helmen en weten ze dat ze de draad niet mogen aanraken. Een derde rail – die bij metro's wordt gebruikt omdat de tunnel te laag is voor bovenleiding — is in een mijn natuurlijk veel gevaarlijker.

## Hijskraan
Een loopkraan boven in een fabriekshal wordt vaak gevoed door een contactleiding, meestal opzij van het spoor.

## Trolleybovenleiding

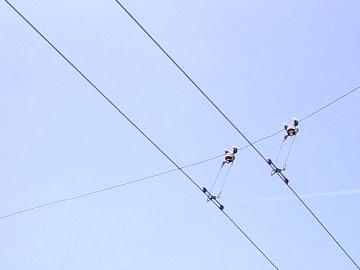
Trolleybovenleiding van het type Kummler+Matter in de Arnhemse wijk Presikhaaf

Trolleybovenleiding is tweepolige bovenleiding, nodig bij de trolleybus omdat er geen rails zijn om een circuit te sluiten. Tweepolige bovenleiding wordt ook bij sommige trambedrijven toegepast zoals in Napels waar de trams trolleystangen hebben. In Brussel hangt ook trolleybovenleiding, hoewel de overstap van trolleystang naar pantograaf is gemaakt.
Trolleybovenleiding wordt net als de bovenleiding van trams met spandraden naar masten en rozetten in gevels afgespannen. De bevestiging aan de spandraden is anders, omdat het sleepcontact van de trolleystang om de draad moet kunnen grijpen. De meeste trolleybovenleidingen zijn van het type Kummler+Matter. Dit type bovenleiding wordt toegepast in Arnhem bij de trolleybus en in Brussel nog steeds bij de tram.
Er wordt een bijzondere constructie gebruikt op plaatsen waar de dubbeldradige trolleybovenleiding een enkeldradige trambovenleiding kruist. De trolleybusbovenleiding is ononderbroken en bevindt zich iets boven de trambovenleiding die onderbroken wordt. De kruising is nooit loodrecht waardoor de pantograaf (of beugel) altijd elektrisch contact heeft met de metalen geleidingsstukken. De onderbreking is echter groot genoeg zodat de trolleystang erdoorheen kan. De beide bovenleidingsystemen hebben op die manier nooit elektrisch contact met elkaar. Zie voorbeeld deze kruising in Athene.
Trambovenleidingen voor trolleystangen hebben vaak op enkelsporige baanvakken twee draden naast elkaar, een per rijrichting. Hiermee wordt vermeden dat bij de overgang naar dubbelspoor er wisselinstallaties nodig zijn in de bovenleiding. Dit lijkt dan op een trolleybusbovenleiding maar is het niet.

## Alternatieven voor bovenleiding

### Derde rail
Soms wordt in plaats van bovenleiding een derde rail gebruikt.

### Batterijvoeding
Naast de derde rail voor treinen, worden voor trams in Bordeaux het APS-systeem toegepast en in sommige steden worden trajecten zonder bovenleiding gereden met batterijen.

### Last mile
Bovenleiding is op een laad- en losplaats niet mogelijk vanwege de hijskranen. Elektrische goederentreinlocomotieven worden sinds ongeveer 2015 wel van een aggregaat voorzien. Hiermee kan een locomotief met verminderd vermogen, en dus met lage snelheid, een goederentrein naar een laad- of losplaats zonder bovenleiding trekken. Dit wordt wel een last mile feature (laatstekilometervoorziening) genoemd. Ook batterijen kunnen dienst doen als last mile feature.

### Inductie
De spoorwegconstructeur Bombardier heeft het contactloze systeem "Primove" geïntroduceerd, waarbij de stroom via een installatie tussen de sporen door middel van inductie aan het voertuig geleverd wordt.

### Botsauto's

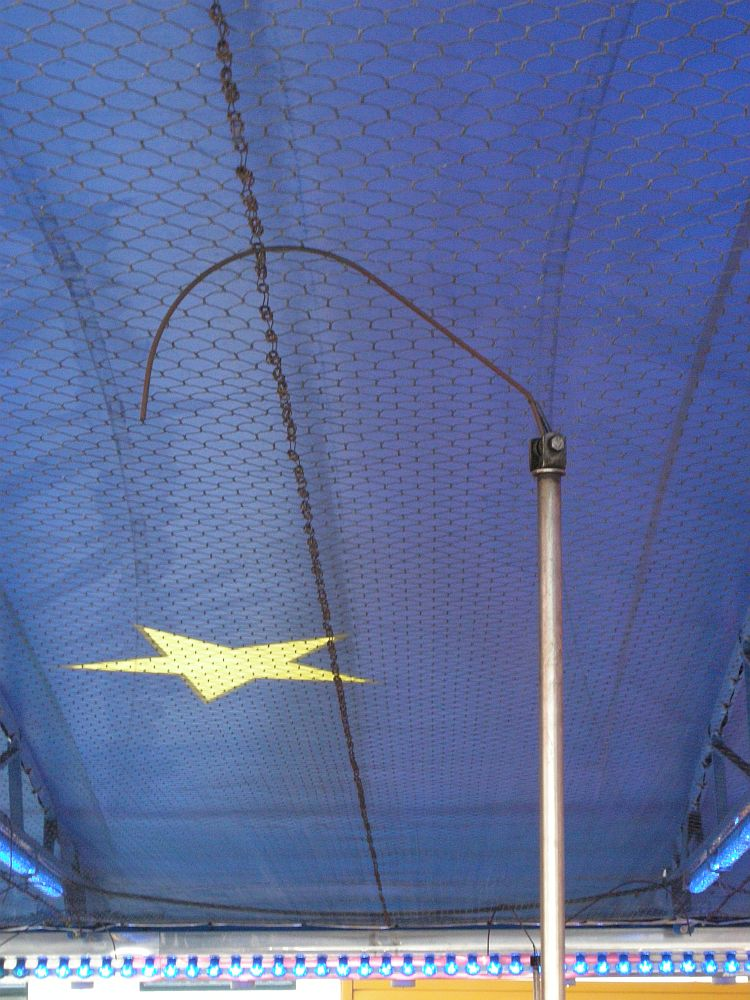
Stroomafnemer van een botsauto onder elektrisch net

Een bijzondere vorm van bovenleiding komt men tegen bij botsauto's op de kermis. Hier is boven de rijvloer een metalen net gespannen (een soort kippengaas) dat op de rijspanning van meestal 100 V wordt aangesloten. De wagentjes nemen door middel van een rechtopstaande stang met daarop een vrij draaibaar sleepcontact in de vorm van een halve cirkel de stroom af en voeren deze via de metalen vloer weer af. Zo kunnen de botsauto's het gehele lokaal berijden.